# L'Effort (atelier)
Ne doit pas être confondu avec L'Effort, cercle d'art photographique belge (1901-1910).
L'Effort est un atelier libre pour artistes peintres créé en 1858 par Hubert Bellis et établi à Bruxelles (Belgique).

## Création et vie de l'atelier
Hubert Bellis, un artiste peintre et peintre décorateur belge, crée en 1858 L'Effort, un atelier libre et gratuit destiné aux artistes peintres. Cet atelier est installé au premier étage de son entreprise située au n° 31 du quai au Bois à Brûler à Bruxelles.
L’association a été active jusqu'après la Première Guerre mondiale.

## Raisons d'être de l'atelier
En réponse à la politique des salons officiels qui inexorablement excluaient toute participation aux artistes novateurs et d'avant-garde, différentes associations d'artistes ont vu le jour au cours de la seconde moitié du XIXe siècle, en particulier à Bruxelles et à Anvers.
Deux des associations les plus importantes furent Labeur et L'Effort. Auguste Oleffe, figure de proue du Labeur, était également la cheville ouvrière de l'atelier de peintures gratuit L'Effort.
Les membres de ces associations condamnaient l'académisme, parce qu'à leurs yeux l'artiste pouvait et devait dessiner et peindre sans contrainte.
Conjointement avec le cercle Labeur, L’Effort, sera un des principaux vecteurs de fauvisme brabançon tardif.

## Quelques artistes ayant participé aux ateliers
L'Effort comptait environ cinquante membres, dont la quasi-totalité des fauves brabançons.
Outre le fondateur Hubert Bellis, les artistes peintres suivants ont participé aux ateliers libres : 
- Jos Albert
- Marcelle Blum
- Albert Bockstael
- André Bosmans
- Jean Brusselmans
- Florent-Frédéric Claes, surnommé Efee
- Philibert Cockx
- Louis-François Decœur
- Anne-Pierre de Kat
- Jean-Baptiste Degreef
- Charles Dehoy
- Jehan Frison
- Raymond Glorie
- Jan Cornelis Hofman
- Marcel Jefferys
- William Jelley
- Henri Kerels
- Georges Latinis
- Jean Laudy
- Henri Logelain
- Médard Maertens
- Albert-François Mathys
- Auguste Oleffe
- Willem Paerels
- Périclès Pantazis
- Henri Ramah
- Ferdinand Schirren[3]
- Pierre Scoupreman
- Rodolphe Strebelle
- Louis Thévenet
- Suzanne Van Damme
- Victor Van de Vondel
- Guy Vandenbranden
- Éric Van Soens
- Maurits Verbist
- Médard Verburgh
- Guillaume Vogels
- Rik Wouters